# Awet Gebremedhin
Awet Gebremedhin Andemeskel (Dbarwa, 5 febbraio 1992) è un ex ciclista su strada eritreo naturalizzato svedese, attivo in formazioni UCI dal 2017 al 2020.

## Carriera
Nato da una famiglia poverissima, a 12 anni acquista la sua prima bicicletta; dopo aver ottenuto buoni risultati a livello nazionale, nel 2013 partecipa al Mondiale Under-23 di Toscana con la selezione eritrea, ma al termine della manifestazione non torna in Africa, fuggendo invece in Svezia e chiedendo asilo politico nel paese scandinavo. Dopo essere stato due anni senza gareggiare in quanto clandestino e senza documenti, nel novembre del 2015 ottiene la cittadinanza svedese. Riuscito faticosamente a comprarsi una bicicletta (per mantenersi da vivere recuperava il vetro da portare ai centri di riciclo), nel 2016 viene selezionato dalla Marco Polo, squadra amatoriale composta da rifugiati, con cui gareggia soprattutto in Spagna.
Nel 2017 passa al team Kuwait-Cartucho.es, mentre nella stagione successiva viene ingaggiato dall'Israel Cycling Academy, con cui partecipa al Giro d'Italia 2019, concludendolo.
Conclude l'attività agonistica a fine 2020 dopo essere rientrato in Etiopia per stare vicino alla famiglia durante la guerra del Tigrè. Nel 2021 è a capo del training camp in Ruanda del progetto Racing for Change promosso da Israel Cycling Academy.

## Piazzamenti

### Grandi Giri
- Giro d'Italia

2019: 128º

### Classiche monumento
- Giro di Lombardia

2018: ritirato
2019: 100º

### Competizioni mondiali
- Campionati del mondo

Toscana 2013 - In linea Under-23: ritirato